# شيلي بيركلي
روشيل «شيلي» بيركلي (20 يناير 1951) هي سياسية ومحامية أمريكية. شغلت منصب ممثل الولايات المتحدة في حي الكونغرس الأول في نيفادا في الفترة ما بين 1999 - 2013. كانت في 2012 مرشحة لمجلس الشيوخ الأمريكي ولكنها لم تنجح، وحاليا هي عضو في الحزب الديموقراطي.

## النشأة والتعليم والمهنية القانونية
ولدت بيركلي باسم روشيل ليفين في مدينة نيويورك، وهي ابنة إستيل ني كولونوموس وجورج ليفين. كان أجدادها من الأب يهودًا روسيين وعائلة والدتها من اليهود السفارديون. انتقلت بيركلي مع أسرتها إلى ولاية نيفادا عندما كانت طالبة في المرحلة الثانوية، وبعد أن أكملت دراستها الثانوية، التحقت بجامعة نيفادا في لاس فيجاس، وكانت حينها أول فرد من أفراد أسرتها يلتحق بالجامعة  حصلت على مرتبة الشرف في عام 1972، وعلى درجة البكالوريوس في العلوم السياسية. بعد حصولها على درجة الدكتوراه في عام 1976 من جامعة سان دييغو- كلية القانون، عادت شيلي إلى لاس فيغاس، وبدأت حياتها المهنية. عملت في مجال القانون لعدة سنوات، كما شغلت منصب المدير الوطني لجمعية الفنادق الأمريكية.

## مهنة سياسية مبكرة
عملت بيركلي في جمعية نيفادا في الفترة من 1982 إلى 1984 وشاركت في الشؤون المدنية محليا، عملت أيضًا في مجلس حكام جامعة نيفادا وكلية المجتمع من 1990 إلى 1998، وعُينت نائبة للرئيس.

### قضايا شاركت بها

#### سياسة الطاقة
في 26 يونيو 2009، صوتت بيركلي لصالح قانون الأمن والطاقة النظيفة الأمريكي، الذي كان سيطبق نظام الحد الأقصى والإتجار على غرار اللوائح التي اقترحتها إدارة ريغان  في الثمانينيات، والتي كانت تعرف آنذاك باسم «تجارة الانبعاثات» 

#### رعاية صحية
صوّت بيركلي لصالح قانون حماية المرضى والرعاية المعقولة لعام 2010.

#### إسرائيل
بيركلي مؤيدة لإسرائيل وعضوة في لجنة الشؤون العامة الأمريكية الإسرائيلية المؤيدة لإسرائيل.

#### دعم لحرب العراق
في 10 تشرين الأول (أكتوبر) 2002، كانت بيركلي من بين 81 ديموقراطيًا في مجلس النواب صوتوا لصالح الإذن بغزو العراق.

#### إنقاذ وول ستريت
في 3 تشرين الأول (أكتوبر) 2008، صوتت بيركلي لصالح قانون الاستقرار الاقتصادي الطارئ المثير للجدل لعام 2008، والذي أنشأ برنامج إنقاذ الأصول المتعثرة (TARP) المنقذ لبنوك وول ستريت.

## انتخابات مجلس الشيوخ الأمريكي لعام 2012
أعلنت بيركلي أنها ستترشح لعضوية مجلس الشيوخ الأمريكي في أبريل 2011 بعد أن استقال جون إنسين جراء فضيحة أخلاقية. حصلت على ترشيح الحزب الديمقراطي في الانتخابات التمهيدية في يونيو وواجهت السيناتور الحالي دين هيلر في انتخابات نوفمبر. لكنها خسرت الانتخابات بفارق بسيط 